# Kelly Rutherford
Kelly Danne Melissa Rutherford (Elizabethtown, 6 novembre 1968) è un'attrice statunitense.

## Biografia
Nata a Elizabethtown, nel Kentucky. Sua madre, Harriet "Ann" Edwards è una modella e scrittrice. Ha un fratello più giovane, Anthony, e due sorelle più giovani, Courtney e Lindsey. Ha frequentato la Corona del Mar High School.
Il suo debutto risale al 1988 quando in veste di guest star, partecipa ad un episodio della soap opera Quando si ama. Nel 1989, recita in cinque episodi della serie Generations, telefilm che le fa guadagnare una nomina ai  Soap Opera Digest Awards.
Il successo arriva nel 1996, grazie al ruolo dell'ex prostituta Megan Lewis in Melrose Place, ruolo che ricopre per 90 episodi fino al 1999, anno di conclusione della serie.
Dopo aver partecipato in veste di guest star a Night Visions e Nash Bridges, nel 2003 interpreta l'agente Frankye Ellroy-Kilmer nella serie poliziesca Codice Matrix. Nel 2007 entra nel cast della serie generazionale Gossip Girl, nel ruolo di Lily van der Woodsen, una donna pluridivorziata, madre della ex bad girl Serena van der Woodsen.
Il debutto al cinema avviene nel 1988 con il poliziesco Un poliziotto in blue jeans. In seguito recita nel film con Julia Roberts e Nick Nolte Inviati molto speciali, e nel 2000 ottiene una piccola parte in Scream 3.

## Vita privata
Rutherford è stata sposata con Carlos Tarajano dal 30 giugno 2001 all'11 gennaio 2002. La coppia era apparsa su InStyle. Tarajano scoprì di essere malato di cuore e la coppia divorziò due anni prima della morte di lui, avvenuta nel 2004..
Ha sposato il suo secondo marito, un uomo d'affari tedesco, Daniel Giersch, nell'agosto 2006. Diede alla luce il loro primo figlio, Hermés Gustaf Daniel Giersch, il 18 ottobre 2006.
Nel 2009, durante la sua seconda gravidanza, Rutherford lasciò Giersch e decisero che l'attrice non avrebbe informato l'ex-marito della nascita della seconda figlia, Helena Grace Giersch. Successivamente Rutherford accusò Giersch di violenza e traffico di droga, accuse mai state provate. Nonostante ciò, Giersch fu comunque accusato di frode da esterni, e gli fu vietato l'accesso negli Stati Uniti con i due figli. Il 29 agosto 2012 un giudice della California ha, non senza polemiche, affidato i bambini alla custodia del padre che vive nel Principato di Monaco. A Rutherford è permesso di vedere i figli volando fino in Europa. Nel 2015 l’attrice ha perso la custodia dei figli.
Il portavoce della Rutherford ha detto che "Kelly si sente totalmente devastata dal fatto che ai suoi figli, cittadini americani, è stato ordinato di vivere all'estero perché loro padre non può entrare negli Stati Uniti"..

## Filmografia

### Cinema
- Un poliziotto in blue jeans (Shakedown), regia di James Glickenhaus (1988)
- Diario di un fantasma (Phantom of the Mall: Eric's Revenge), regia di Richard Friedman (1989)
- Tis a Gift to Be Simple, regia di James C.E. Burke - cortometraggio (1994)
- Inviati molto speciali (I Love Trouble), regia di Charles Shyer (1994)
- Amberwaves, regia di Joe Holland (1994)
- Six Months of Darkness, Six Months of Light, regia di Seth Jarrett - cortometraggio (1997)
- Dilemma, regia di Eric Larsen (1997)
- Cyclops, Baby, regia di D.J. Caruso (1997)
- The Disturbance at Dinner, regia di Greg Akopyan e Lawrence Kane (1998)
- Scream 3, regia di Wes Craven (2000)
- The Chaos Factor, regia di Terry Cunningham (2000)
- The Tag, regia di Peter Winther - cortometraggio (2001)
- Longshot, regia di Lionel C. Martin (2001)
- Angels Don't Sleep Here, regia di Paul Cade (2002)
- Swimming Upstream, regia di Robert J. Emery (2002)
- The Stream, regia di Estlin Feigley (2013)

### Televisione
- Quando si ama (Loving) – serial TV, 1 episodio (1988)
- Generations – serie TV, 264 episodi (1989-1991)
- Il silenzio spezzato (Breaking the Silence), regia di Robert Iscove – film TV (1992)
- Davis Rules – serie TV, episodi 2x05-2x06-2x16 (1992)
- Indagini pericolose (Bodies of Evidence) – serie TV, episodio 1x01 (1992)
- Bill & Ted's Excellent Adventures – serie TV, episodio 1x02 (1992)
- Le avventure di Brisco County Jr. (The Adventures of Brisco County, Jr.) – serie TV, 7 episodi (1993-1994)
- Courthouse – serie TV, 4 episodi (1995)
- Titanic - Una storia, un amore (No Greater Love), regia di Richard T. Heffron – film TV (1995)
- The Great Defender – serie TV, 8 episodi (1995)
- La casa di Mary (Buried Secrets), regia di Michael Toshiyuki Uno – film TV (1996)
- Kindred: The Embraced – serie TV, 7 episodi (1996)
- Homefront - La guerra a casa (Homefront) – serie TV, 22 episodi (1992-1997)
- Getaway - La fuga (The Perfect Getaway), regia di Armand Mastroianni – film TV (1998)
- Melrose Place – serie TV, 90 episodi (1996-1999)
- Nash Bridges – serie TV, episodio 5x10 (1999)
- Get Real – serie TV, 4 episodi (1999-2000)
- Sally Hemings: An American Scandal – serie TV (2000)
- Oltre i limiti (The Outer Limits) – serie TV, episodio 6x20 (2000)
- Risk (Acceptable Risk), regia di William A. Graham – film TV (2001)
- Il fuggitivo (The Fugitive) – serie TV, episodi 1x01-1x05-1x20 (2000-2001)
- Night Visions – serie TV, episodio 1x01 (2001) - guest star
- Eastwick, regia di Michael M. Robin – film TV (2002)
- The District – serie TV, 6 episodi (2002-2003) - guest star
- Codice Matrix (Threat Matrix) – serie TV, 16 episodi (2003-2004)
- E-Ring – serie TV, 21 episodi (2005-2006)
- Tell Me No Lies, regia di Michael M. Scott – film TV (2007)
- Gossip Girl – serie TV, 121 episodi (2007-2012)
- Due sorelle, un omicidio (A Sister's Nightmare), regia di Vic Sarin e Vijay Sarin – film TV (2013)
- Bones – serie TV, episodio 9x12 (2014) - guest star
- Reckless – serie TV, 4 episodi (2014)
- The Mysteries of Laura – serie TV, episodio 1x14 (2015)
- Being Mary Jane – serie TV, episodi 1x03-2x11-2x12 (2014-2015)
- Night of the Wild, regia di Eric Red – film TV (2015)
- Quantico – serie TV, episodi 1x17-1x21 (2016) - guest star
- Jane the Virgin – serie TV, episodio 3x06 (2016) - guest star
- Nightcap – serie TV, episodio 2x03 (2017)
- Christmas Wedding Planner, regia di Justin G. Dyck – film TV (2017)
- Gone – serie TV, 5 episodi (2017-2018)
- L'amore davvero (Love, of Course), regia di Lee Friedlander – film TV (2018)
- Pretty Little Liars: The Perfectionists – serie TV, 11 episodi (2019)
- V.C. Andrews' Heaven – miniserie TV, 2 episodi (2019)
- Dynasty – serie TV, 7 episodi (2018-2019) - guest star
- La regola delle 3 mogli (Rule of 3), regia di Caroline Lechère – film TV (2020)
- Power Book II: Ghost – serie TV, episodio 1x01 (2020)
- Escort Boys – serie TV, episodio 1x04 (2023)

## Doppiatrici italiane
Nelle versioni in italiano delle opere in cui ha recitato, Kelly Rutherford è stata doppiata da:
- Francesca Guadagno in Gossip Girl, Jane the Virgin
- Giuppy Izzo in Night Visions, Pretty Little Liars: The Perfectionists
- Claudia Razzi in Homefront - La guerra a casa
- Roberta Pellini in Le avventure di Brisco County Jr.
- Laura Romano in Melrose Place
- Claudia Catani in Getaway - La fuga
- Giò Giò Rapattoni in The District
- Pinella Dragani in Codice Matrix
- Francesca Fiorentini in E-Ring
- Antonella Rinaldi in Quantico
- Alessandra Korompay in Dynasty
- Emilia Costa ne La regola delle 3 mogli
- Barbara De Bortoli in Escort Boys